# Furiant
Furiant (reg. sedlák) – czeski taniec ludowy w tempie od umiarkowanego do szybkiego, w metrum trójdzielnym z hemiolami. Jest jednym z elementów tradycyjnego czeskiego tańca salonowego o nazwie beseda.
Furianta tańczy się w parach. Tancerz imituje postać dumnego chłopa; opierając ręce na biodrach i tupiąc nogami, podąża za tancerką, poruszającą się zwinnie i z gracją po okręgach. Pod koniec tancerze obejmują się i przez dłuższy czas dostojnie wirują.
Badacze nie są zgodni co do pochodzenia furianta. Słowo „furiant” w znaczeniu „buntownik”, „rebeliant” odnotowane jest w tekście ballady „Chvála sedláků” z 1770 oraz w operze Opera de Rebellione Boëmica Rusticorum (1777) Jana Antoša. Według czeskiego muzykologa Jaroslava Markla najstarszym pisanym źródłem historycznym są, pochodzące z 1825, nuty i tekst niemieckiej pieśni „Furiant, furiant, furiant”, która nieco później otrzymała czeski tekst. Markl, na podstawie innych poszlak (m.in. analizy dzieł Karela Jaromíra Erbena) przypuszczał, że furiant pojawił się nieco wcześniej – w okresie wojen napoleońskich. Według Jiřiego Fiali pieśń lub taniec o takiej nazwie istniały już na początku lat 90. XVIII wieku. Niemieccy teoretycy doszukali się w furiancie podobieństw do tańców o nazwie „furie”, które komponowali w XVIII wieku m.in. Johann Joachim Quantz i Daniel Gottlob Türk.
Furianty tworzyli m.in. Antonín Dvořák, Bedřich Smetana (m.in. w antologii České tance II oraz w operze Sprzedana narzeczona), a jego rytmikę stosował w fortepianowych eklogach, dytyrambach i rapsodiach Václav Jan Křtitel Tomášek. W XX wieku po furianta sięgali Jaroslav Křička, Vítězslav Novák oraz Jaromír Weinberger.